# Weinberg (Gemeinden Kefermarkt, Lasberg)
Weinberg  ist ein Ort im Mühlviertel in Oberösterreich, und
Ortschaft der Gemeinden Kefermarkt und Lasberg im Bezirk Freistadt.

## Geographie
Der Weinberg (ca. 670 m ü. A.) liegt direkt nordöstlich oberhalb von Kefermarkt, zwischen Feldaist und der untersten Schlinge der Flanitz, die dann noch parallel weiterfließt und erst 3 Kilometer südlich in die Feldaist mündet. Er ist der Burg- und Kirchberg von Kefermarkt.
Die Ortschaften umfassen knapp 30 Gebäude mit etwa 80 Einwohnern, eine Rotte rund um das heutige Schloss Weinberg, sowie etwa 1⁄3 in zerstreuten Häusern auf Lasberger Gemeindegebiet, wo das Gehöft Kaufleiten bei Elz und die Ortslagen unten bei Flanitztal und nördlich am Weinberger Bach mit dazugehören.
Heute ist der Ort selbst weitgehend mit der Ortslage Schloßberg/Kirchberg um die Pfarr- und Wallfahrtskirche verwachsen.
Nachbarortschaften
|                              | Siegelsdorf (Gem. Lasberg)                  | Grieb (Gem. Lasberg) |
| Miesenberg (Gem. Kefermarkt) | Kompassrose, die auf Nachbargemeinden zeigt | Elz (Gem. Lasberg)   |
| Kefermarkt (Gem.)            | Harterleiten (Gem. Kefermarkt u. Lasberg)   |                      |

## Geschichte und Infrastruktur

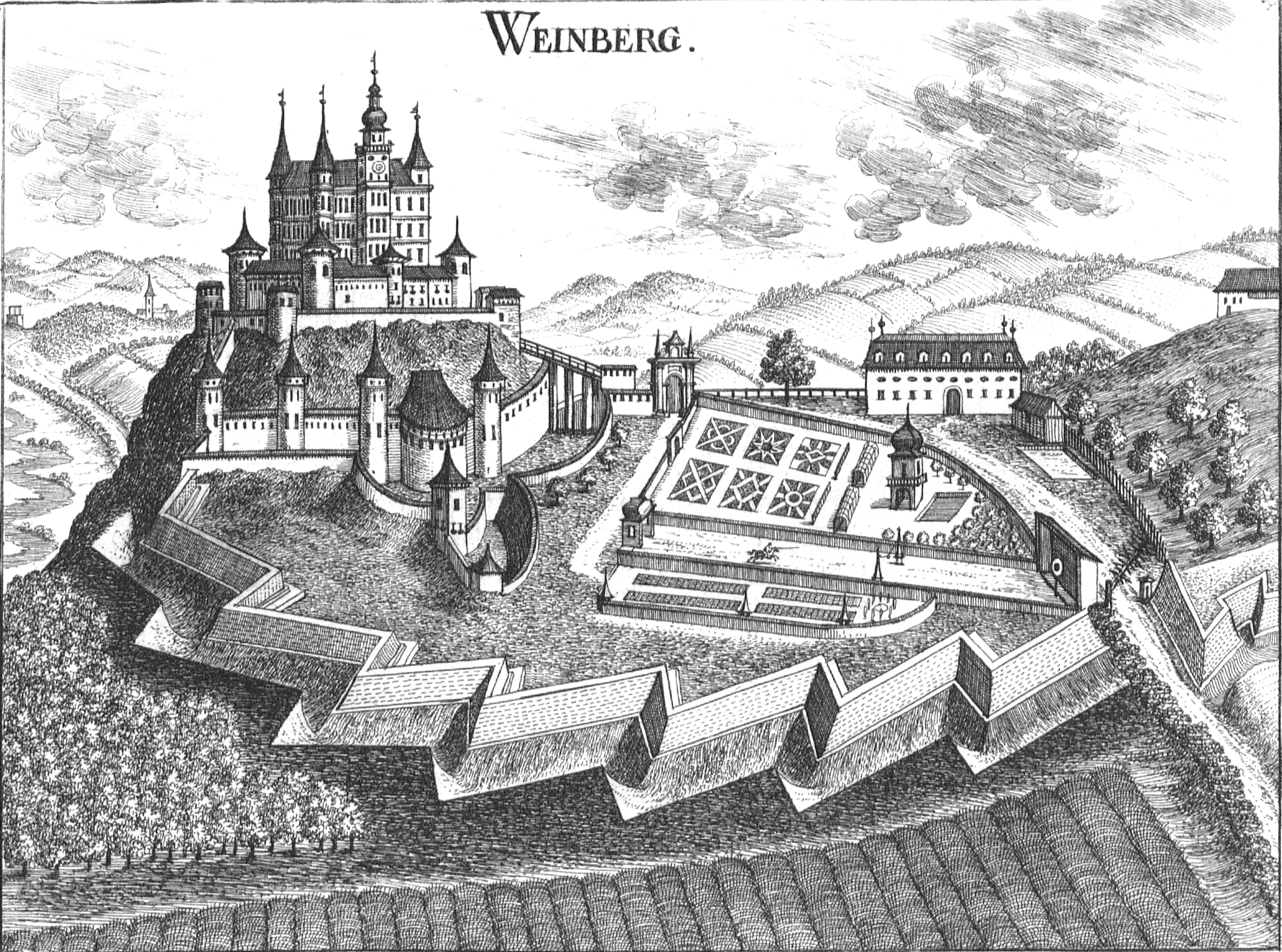
Südseite des Schlosses mit Befestigungen, Gärten und Wirtschaftshäusern (Stich von Georg Matthäus Vischer, 1674)

Schloss Weinberg entstand wohl schon im 13. Jahrhundert, nachdem die Rodung des umliegenden Waldes abgeschlossen war. Die erste urkundliche Erwähnung erfolgte 1305, als die Piber von den Weinperge als Inhaber des landesfürstlichen Lehens der Herrschaft Freistadt genannt wurden. Der Ortsname weist auf den mittelalterlichen Weinbau hin, der zur Zeit des mittelalterlichen Optimums hier möglich war.
In den Jahren 1359 und 1378 gelangte das Schloss in den Besitz der Zelkinger. Diese vergrößerten die Herrschaft Weinberg durch Zukäufe erheblich und stiegen so zu wichtigen Grundherren der Region auf. Christoph von Zelking († 1491) war auch Pfleger von Freistadt. Zu seiner Zeit wurde auch unterhalb die Pfarrkirche samt dem spätgotischen Flügelaltar errichtet. Ab 1510, nach Aufhebung der landesfürstlichen Lehenshoheit unter Kaiser Maximilian I. wurde die Herrschaft Weinberg ein freies Eigen.

In der Zeit der Türkengefahr (1594) wurde das Schloss Festungsartig als Wehrburg ausgebaut. Während des Oberösterreichischen Bauernkriegs (1626) nahmen Bauern das Schloss nach längeren Kämpfen ein. Die protestantischen Zelkinger wurden sie im Zuge der Gegenreformation gezwungen, das Schloss zu verlassen, und es wurde 1629 an die Thürheimer zu Ebelsberg. Der erste Thürheimer ließ die alte Burg in das heutige Schloss umbauen.

In den 1820ern war Weinberg Sitz eines Distriktskommissariats, das für die Pfarrbezirke Kefermarkt, Lasberg, St. Oswald und Neumarkt zuständig war. Schon mit Schaffung der Steuergemeinden zu dieser Zeit und dann mit Aufhebung der Grundherrschaften und Schaffung der Ortsgemeinden 1848/49 kam das Anwesen zu Kefermarkt, die Randlagen zu Lasberg. Um 1827 hatte das Dorf 13 Häuser, 22 Wohnparteien und 84 Einwohner.
1945, am Ende des Zweiten Weltkriegs, verwüsteten und plünderten sowjetische Soldaten das Schloss, so dass das Hauptgebäude nicht mehr bewohnbar war. Zwischen 1946 und 1954 diente das Schloss als Schulungsheim für die Gewerkschaft der Bau- und Holzarbeiter, kurzzeitig auch als Kindererholungsheim des Kriegsopferverbands. Nach Aussterben des Geschlechts der Thürheimer 1961 verfiel das Schloss abermals, wurde 1983 vom  Verein „Schloss Weinberg“ übernommen und 1986 vom Land Oberösterreich gepachtet. 1988 fand die Landesausstellung Das Mühlviertel – Natur, Kultur, Leben statt. Seit 1989 befindet sich hier auch das Landesbildungs- und Musikzentrum und in den historischen Stallungen des 400 Jahre alten Meierhofes eine Gasthausbrauerei. Heute ist Weinberg ein bedeutendes regionales Kulturzentrum mit vielfältigem Angebot.

## Persönlichkeiten
- Josef Reither (1750–1809), Ordenspriester und christlicher Lyriker
- Kaspar Schwarz (1811–1879), Kaufmann und Bürgermeister von Freistadt, betrieb hier eine Brauerei

## Nachweise
- 40607 – Kefermarkt. Gemeindedaten der Statistik Austria
- 40609 – Lasberg. Gemeindedaten der Statistik Austria

1. ↑  Benedikt Pillwein (Hrsg.): Geschichte, Geographie und Statistik des Erzherzogthums Oesterreich ob der Enns und des Herzogthums Salzburg. Mit einem Register, welches zugleich das topographische und genealogische Lexikon ist und der Kreiskarte versehen. Geographisch-historisch-statistisches Detail nach Distrikts-Kommissariaten. 1. Auflage. Erster Theil: Der Mühlkreis. Joh. Christ. Quandt, Linz 1827, 34) Distrikts-Kommissariat Weinberg, S. 430 ff. (Google eBook). 2. Auflage 1843 (Google Book)
2. ↑  Benedikt Pillwein (Hrsg.): Geschichte, Geographie und Statistik des Erzherzogthums Oesterreich ob der Enns und des Herzogthums Salzburg. Mit einem Register, welches zugleich das topographische und genealogische Lexikon ist und der Kreiskarte versehen. Geographisch-historisch-statistisches Detail nach Distrikts-Kommissariaten. 1. Auflage. Erster Theil: Der Mühlkreis. Joh. Christ. Quandt, Linz 1827, Weinberg, Weinberge, ein Dorf …, S. 432 f. (Google eBook). 2. Auflage 1843 (Google Book)